# Johannes Diderik van der Waals
Johannes Diderik van der Waals (Leiden, 23 november 1837 – Amsterdam, 8 maart 1923) was een Nederlands natuurkundige. Hij werd bekend door zijn werk op het gebied van gassen en vloeistoffen, waarvoor hij in 1910 de Nobelprijs voor Natuurkunde kreeg.

## Biografie

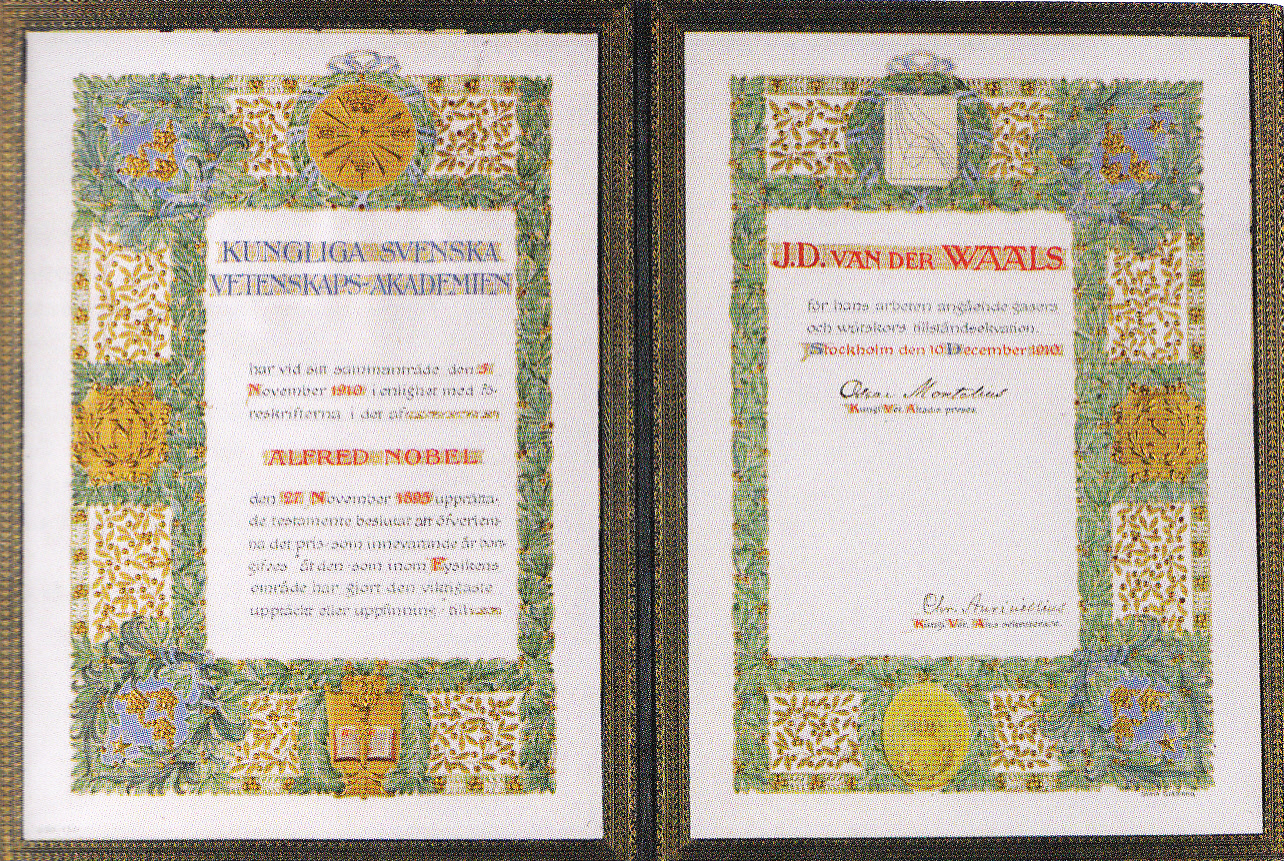
Oorkonde bij de Nobelprijs

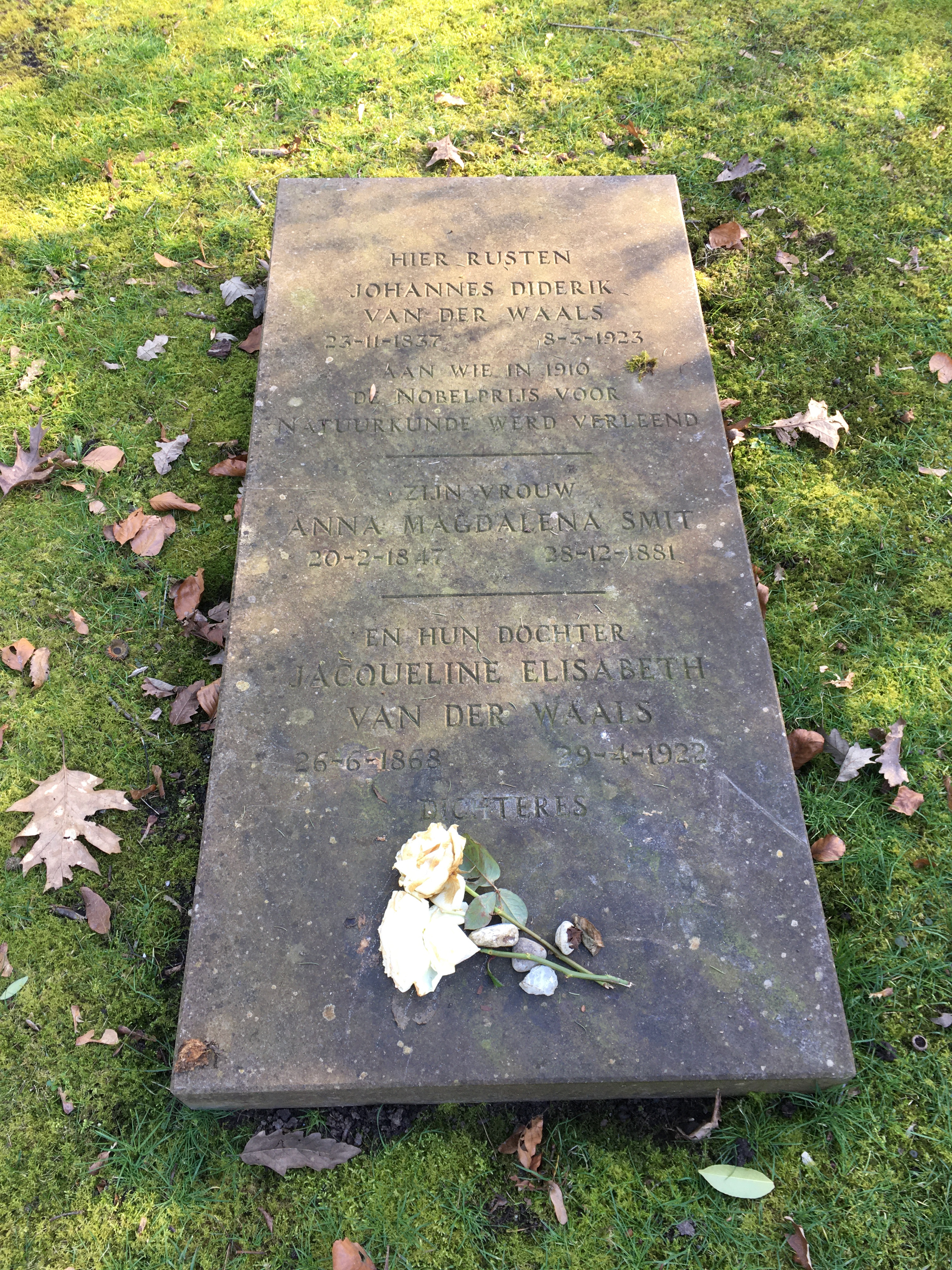
Graf in De Nieuwe Ooster

Johannes Diderik was de oudste van de tien kinderen van Jacobus van der Waals (1812-1898) en Elisabeth van den Burg (1816-1896). Zijn vader was timmerman in Leiden. Na de lagere school (basisschool) ging hij niet naar de hogereburgerschool (hbs), maar naar de mulo waar hij werd opgeleid tot onderwijzer. Hij werd hulponderwijzer op een lagere school.
In 1865 werd hij leraar natuurkunde op de hogereburgerschool te Deventer en in 1869 hoofdonderwijzer op een hbs in Den Haag. Kort voor zijn aanstelling in Deventer huwde hij de toen achttienjarige Anne Magdalena Smit, jongste dochter van een Leidse hoedenmaker. Ze kregen drie dochters, Anne Madeleine, Jacqueline E. van der Waals, Johanna Diderica en een zoon, de natuurkundige Johannes Diderik van der Waals jr.
Van der Waals werd via allerlei onderwijsaktes toegelaten tot de Rijksuniversiteit Leiden waarbij hij dispensatie kreeg voor Grieks en Latijn. Naast zijn drukke baan als onderwijzer slaagde hij in vijf jaar tijd erin in 1871 zijn doctoraal examen te halen bij Pieter Rijke. Hij was geboeid door de thermodynamica.
Op 14 juni 1873 promoveerde Van der Waals aan de Rijksuniversiteit Leiden op het proefschrift Over de continuïteit van den gas- en vloeistoftoestand, een beroemd geworden verhandeling. Daarin formuleerde hij zijn veelgeprezen toestandsvergelijking. Ondanks dat het proefschrift in het Nederlands was geschreven werd het in het blad Nature gerecenseerd door niemand minder dan James Clerk Maxwell. In een lezing vertelde Maxwell dat hij er speciaal de Nederlandse taal voor had geleerd.
Op 12 december 1877 werd Van der Waals de eerste hoogleraar natuurkunde aan de toen net opgerichte gemeentelijke Universiteit van Amsterdam (UvA). Twee van zijn collega's waren de fysisch scheikundige Jacobus van 't Hoff en de bioloog Hugo de Vries.
Van der Waals' vrouw overleed in 1881 op 34-jarige leeftijd aan tuberculose. Van der Waals was door haar dood zodanig verslagen dat hij meer dan tien jaar lang niets publiceerde. Hij hertrouwde nooit.
Tot aan zijn emeritaat op zeventigjarige leeftijd bleef Van der Waals verbonden aan de Universiteit van Amsterdam. Twee jaar na zijn emeritaat verkreeg hij de Nobelprijs. Hij overleed op 85-jarige leeftijd. Onder grote belangstelling werd hij begraven op de Oosterbegraafplaats in Amsterdam, naast zijn vrouw en de in 1922 gestorven dochter Jacqueline.
Dochter Jacqueline E. van der Waals werd, met name binnen christelijke kringen, bekend als dichteres. Zijn zoon Johannes Diderik van der Waals jr. volgde hem, na een hoogleraarschap in Groningen, in 1908 op als hoogleraar theoretische fysica in Amsterdam.
Van der Waals' oomzegger Peter van der Waals was als meubelmaker toonaangevend in de Engelse arts-and-craftsbeweging. Diens kleinzoon, Christopher D. Vanderwal is een vooraanstaand hoogleraar in de chemie aan de Universiteit van Californië.

## Vergelijking van Van der Waals

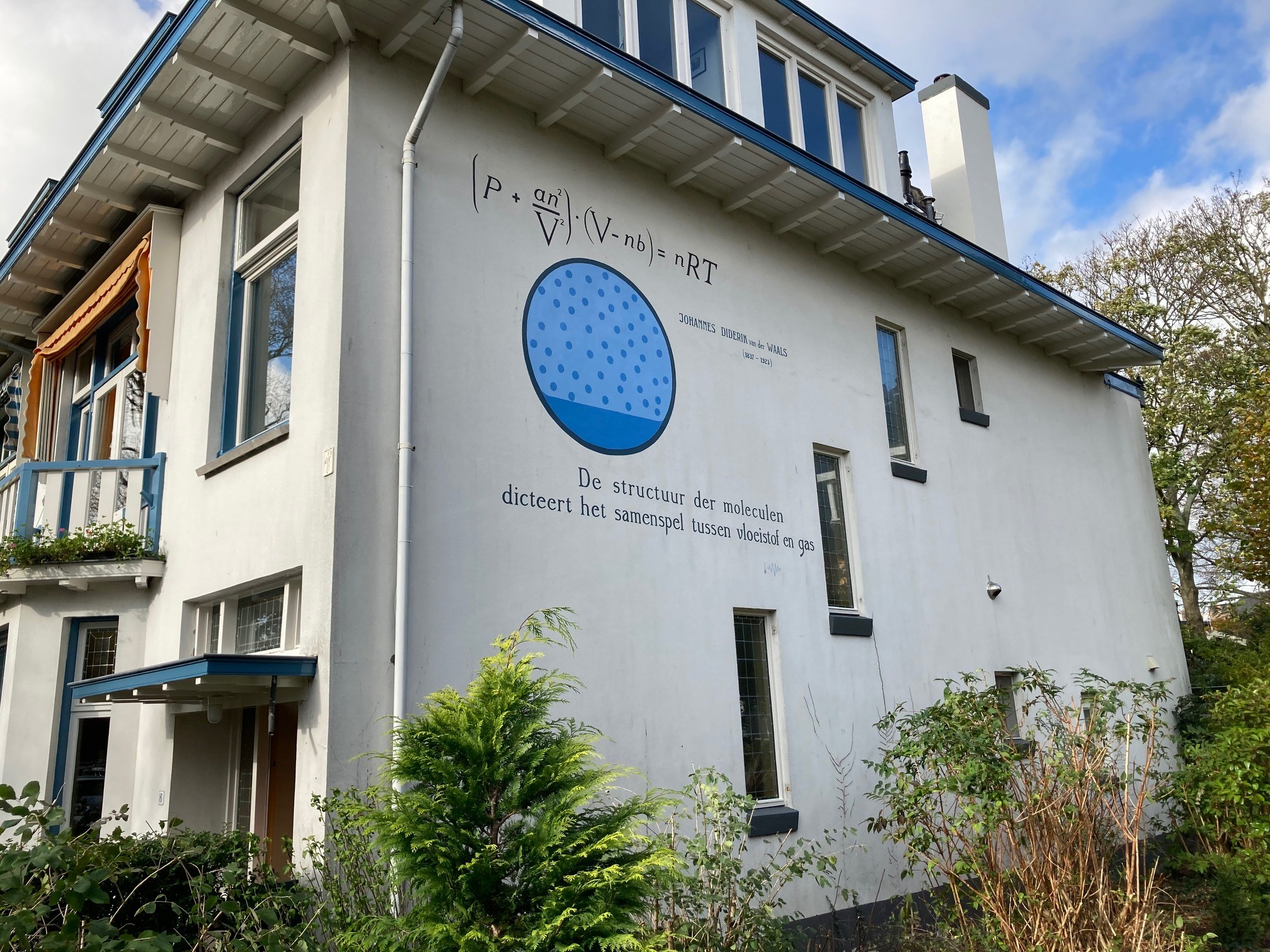
Gaswet op een muur in Leiden

Belangrijk is Van der Waals’ bijdrage aan de thermodynamica, bekend als Vergelijking van Van der Waals. Tijdens zijn studie in Leiden was hij een artikel uit 1857 tegengekomen van de Duitse natuurkundige Rudolf Clausius, getiteld: Über die Art der Bewegung, welche wir Wärme nennen (Over de aard van de beweging die wij warmte noemen). In het artikel werd warmte vereenzelvigd met de beweging van moleculen en atomen. Daarnaast werd hij beïnvloed door geschriften van James Clerk Maxwell, Ludwig Boltzmann en Josiah Willard Gibbs. Het werk van Clausius leidde hem ertoe, te zoeken naar een verklaring voor Thomas Andrews’ experimenten. Deze Ierse fysisch-chemicus had in 1869 het bestaan ontdekt van de kritische temperaturen in vloeistoffen zonder dat hij een theoretische verklaring voor het verschijnsel kon geven.
Hij ontdekte dat de algemene gaswet van Boyle-Gay Lussac,
{\displaystyle pV=nRT}
met
p = druk
V = volume
n = hoeveelheid gas (in mol)
R = gasconstante
T = temperatuur in K,

in de praktijk enkel geldig is voor verdunde gassen. Hierin geldt de benadering van gasmoleculen als puntdeeltjes (geen eigen volume) zonder wisselwerking. In het door hem voorgestelde harde-bollenmodel, waarin moleculen niet als afmetingloze punten worden beschouwd, maar als deeltjes met eindige afmetingen, die een eindige ruimte nb innemen en elkaar aantrekken, kwam Van der Waals tot zijn algemene toestandsvergelijking:
{\displaystyle \left(p+{\frac {an^{2}}{V^{2}}}\right)\left(V-nb\right)=nRT}
Hierin zijn de parameters a en b gasafhankelijk. De parameter a beschrijft het effect van effectieve aantrekkingskrachten tussen de moleculen, waardoor de druk op de wand uiteindelijk iets kleiner is dan men op grond van de algemene gaswet zou verwachten. De parameter b, het covolume, brengt in rekening dat de gasdeeltjes geen puntdeeltjes zijn maar een eindig volume bezitten, waardoor zij in feite iets minder bewegingsruimte ter beschikking hebben dan wanneer het puntdeeltjes waren.
De aantrekkingskrachten tussen de neutrale moleculen in gassen en vloeistoffen worden thans de vanderwaalskrachten genoemd. De aard van deze kracht werd opgehelderd door onder anderen John Lennard-Jones, Fritz London en Hendrik Casimir.
Dankzij deze theorie kon hij vele experimenteel gevonden eigenschappen van gassen verklaren, met name het bestaan van de door Andrews ontdekte kritische temperatuur Tk .

## Wet van de overeenstemmende toestanden
Zijn tweede grote ontdekking werd gepubliceerd in 1880: de Wet van de corresponderende toestanden. Deze komt erop neer dat wanneer men van in de vergelijking van Van der Waals de druk p, het volume V en de temperatuur T deelt door respectievelijk de kritieke druk pk , het kritieke volume Vk  en de kritieke temperatuur Tk , de vergelijking onafhankelijk van het betreffende gas blijkt te worden. De gasafhankelijke constanten a en b in de originele vergelijking zijn hierbij vervangen door universele (gasonafhankelijke) grootheden Pr , Vr  en Tr :
{\displaystyle {\left(P_{r}+{\frac {3}{V_{r}^{2}}}\right)\left(3V_{r}-1\right)=8T_{r}}}
Het was deze wet die als leidraad diende voor de experimenten die uiteindelijk leidden tot de liquefactie van onder andere waterstof door James Dewar in 1898 en van helium door Heike Kamerlingh Onnes in 1908.

## Ψ-oppervlak

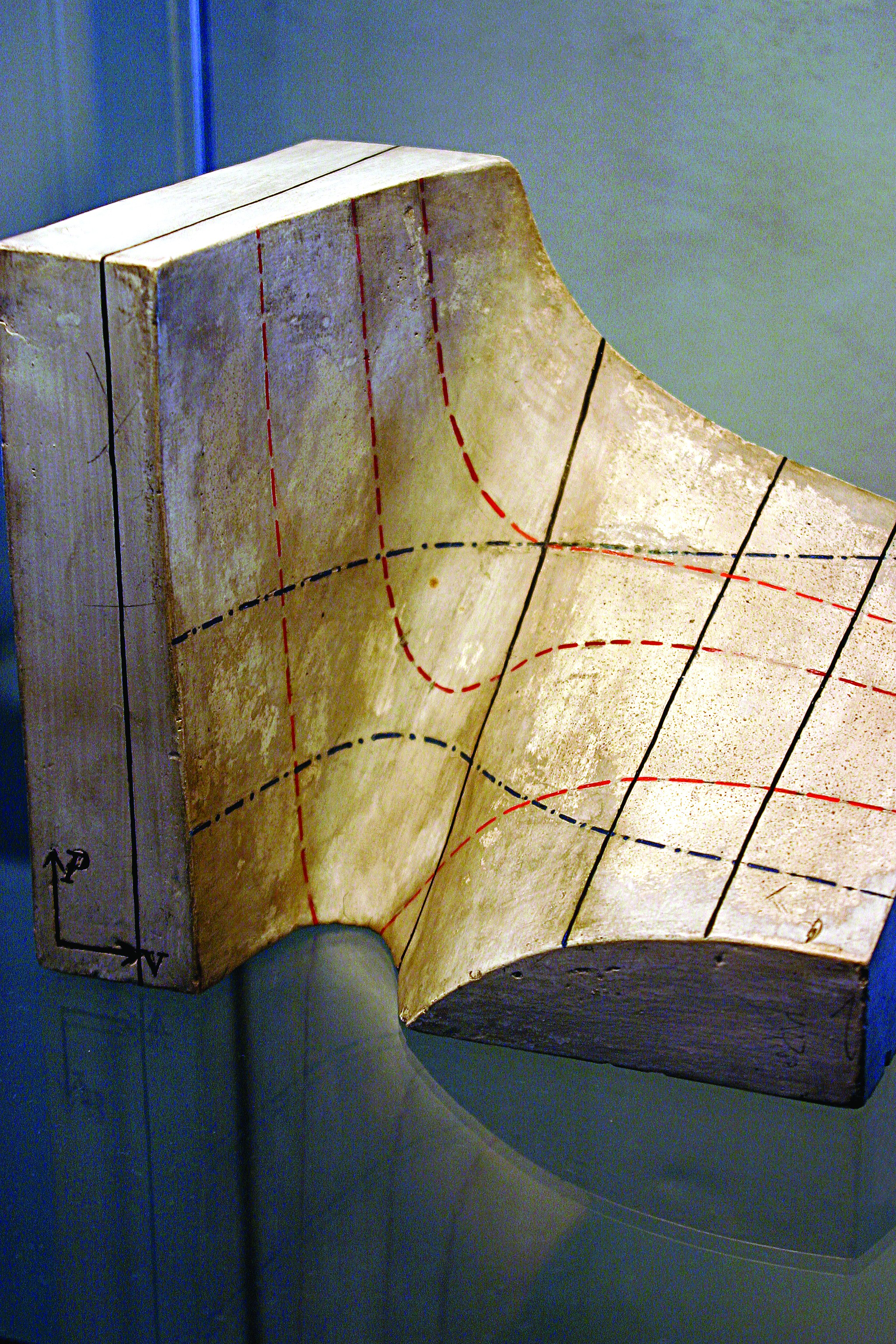
Gipsmodel van Ψ-oppervlak (Rijksmuseum Boerhaave)

In 1890 publiceerde Van der Waals, op verzoek van Onnes, in Archives Néerlandaises een verhandeling over de "theorie van binaire mengsels" – toestanden waarbij een mengsel gelijktijdig in gas als vloeibare toestand bestaat. Door zijn toestandsvergelijking te relateren aan de tweede wet van de thermodynamica, in de vorm zoals die door Gibbs voor het eerst was voorgesteld in zijn verhandeling over het evenwicht van homogene substanties, was hij in staat tot een grafische representatie te komen van zijn wiskundige formules in de vorm van een oppervlak die hij Ψ (psi) noemde (ter ere van Gibbs die de Griekse letter Ψ had gebruikt voor de vrije energie van een systeem met verschillende fasen in evenwicht).
Een Ψ-oppervlak is een driedimensionale figuur waarin langs beide horizontale assen het volume en de samenstelling van het mengsel is uitgezet en verticaal de vrije energie. Het resultaat is een soort berglandschap, waarbij de 'dalen' een stabiele toestand aangeven, terwijl er bij de 'bergen' splitsing optreedt in afzonderlijke fasen. Vanaf 1892 zijn in Leiden en Amsterdam op basis van experimenten vele gipsmodellen van dergelijk Ψ-oppervlakken gemaakt.
Volgens de Van der Waals’ theorie van binaire mengsels konden er omstandigheden optreden waarbij mengsels van twee gassen zich opsplitst in twee ongemengde gassen. Pas in 1941 werd dit experimenteel bewezen.

## Erkenning
Twee jaar na zijn promotie, in 1875, werd hij benoemd tot gewoon lid van de Koninklijke Nederlandse Akademie van Wetenschappen (KNAW). Van 1896 tot 1912 was hij secretaris van dit genootschap.
Daarnaast was hij erelid van de Keizerlijke Sociteit van Naturalisten in Moskou, de Royal Irish Academy en de American Philosophical Society; corresponderend lid van het Institut de France en de Koninklijke Akademie der Wetenschappen in Berlijn; lid van de Koninklijke Akademie der Wetenschappen van België en buitenlands lid van de Chemical Society of London, de National Academy of Sciences en van de Accademia dei Lincei te Rome.

## Trivia
De schrijfster en dichteres Jacqueline E. van der Waals was een dochter van voornoemde Johannes. Zij schreef onder meer het kerklied Wat de toekomst brenge moge (lied 913 uit het Liedboek voor de kerken.